# Justine Triet
Justine Triet (n. 17 iulie 1978, Fécamp, Haute-Normandie, Franța) este o regizoare, scenaristă și actriță franceză. După mai multe lungmetraje remarcate la Festivalul de Film de la Cannes în 2013, ea a câștigat Palme d'Or în 2023 cu filmul Anatomie d'une chute/Anatomy of a Fall.

## Biografie
Născută pe 17 iulie 1978 în Fécamp, Seine-Maritime, Justine Triet a crescut la Paris.

### Educație
Justine Triet a studiat la Beaux-Arts din Paris având dorința de a deveni pictor. După doi ani de studii în această școală, ea a decis să se dedice producției video și montajului. Abia mai târziu a ajuns să își facă o carieră în cinema.

### Influență
Triet spune că a fost influențată de John Cassavetes și filmul său Opening Night dar și de James L. Brooks cu filmul Tendres Passions (1983), dramă cu cinci premii Oscar, inclusiv pentru cel al celui mai bun film, peliculă în care au jucat Shirley MacLaine și Jack Nicholson.
La aproape cincisprezece ani de la debutul său, ea recunoaște în timpul Palme d'Or că la începutul carierei ei era «încă posibil să greșești și să o iei de la capăt».

## Carieră cinematografică

### Documentare
După finalizarea studiilor Justine Triet a realizat o serie de documentare precum Sur place în 2007, apoi Solférino în 2008 și Des ombres dans la maison în 2010.

### Primul lungmetraj
Triet face parte, alături de Antonin Peretjatko, Guillaume Brac, Sébastien Betbeder, Djinn Carrenard și Vincent Macaigne, dintr-o generație de tineri cineaști francezi despre care s-a scris în Cahiers du cinema în  aprilie 2013, generație adusă sub lumina reflectoarelor la Festivalul de Film de la Cannes din același an. Triet a prezentat acolo pentru prima dată, în programul Association du cinéma indépendant pour sa diffusion (ACID), primul ei lungmetraj, La Bataille de Solferino.
Filmul a fost remarcat de Le Figaro, care a vorbit despre actorii „convingători” și un aparat de filmat care „se clătina între disputele de familie ale unui jurnalist TV și evenimentul public” al alegerii lui François Hollande în 2012. Revista culturală de stânga Télérama critică filmul pentru că dă o imagine a politicii „liniștitoare”.

### Următoarele filme
Justine Triet a fost selectată în competiție la Festivalul de Film de la Cannes 2019 cu filmul Sibyl , film pentru care a scris scenariul împreună cu partenerul ei, care e și tatăl celor doi copii ai săi, actorul și regizorul francez Arthur Harari.
Sibyl spune povestea unui psihoterapeute care se întoarce la prima ei dragoste, scrisul. Ea o are ca sursă de inspirație pe noua ei pacientă, o actriță în devenire. Eroina devenind din ce în ce mai implicată în viața tumultoasă a acestei paciente, și reînvie, cu această ocazie, propriile amintiri grele.

### Palme d'Or 2023
În 2023 Justine Triet devine a treia femeie și a doua franțuzoaică din istoria Festivalului de la Cannes care a primit Palme d'Or, după ce neozeelandeza Jane Campion pentru Lecția de pian în 1993 și  franțuzoaica Julia Ducournau pentru Titanium în 2021.
Anatomie d'une chute (Anatomia unei prăbușiri) este o „disecția chirurgicală a unei relații”, prin relatarea procesului unei femei scriitoare acuzată că și-a ucis soțul. Scenariul a fost scris împreună cu Arthur Harari și este povestit în trei limbi. Rolul principal al văduvei puse sub acuzare este interpretat de germanca Sandra Hüller și filmul îi are în distribuție pe Swann Arlaud, Antoine Reinartz și Samuel Theis.
Filmul, inspirat de fapte diverse din documentare polițiste, a adunat, după proiecția sa din 19 mai, cel mai bun punctaj din panelul de critici alcătuit de revista Screen International, la egalitate cu Mai decembrie al lui Todd Haynes.

## Filmografie

### Regizor
- 2007: La fața locului/Sur place (scurtmetraj)
- 2008: Solférino (documentar)
- 2010: Umbre în casă/Des ombres dans la maison (documentar)
- 2011: Vilaine Fille, mauvais garçon [21] (scurtmetraj)
- 2013: Bătălia de la Solferino/La Bataille de Solférino
- 2016: Victoria
- 2019: Sibyl
- 2023: Anatomia unei prăbușiri/Anatomie d'une chute

### Actriță
- 2007: Cronici din 2005 de Virgil Vernier

## Onoruri
- Festivalul Internațional de Film de la Berlin 2012: Premiul EFA pentru cel mai bun film european pentru Vilaine Fille, mauvais garçon
- Festivalul Angers Premiers Plans 2012: Marele premiu pentru Vilaine Fille, mauvais garçon
- Belfort Film Festival - Interviuri 2012: Marele Premiu pentru scurtmetraj și premiu public pentru scurtmetraj pentru Vilaine Fille, mauvais garçon
- Festivalul de la Sevilla 2019: Premiul Asecan pentru Sibyl
- Festivalul de Film de la Cannes 2023: Palme d'or pentru Anatomie d'une chute